# Przejście graniczne Malhowice-Niżankowice
Przejście graniczne Malhowice-Niżankowice – polsko-ukraińskie drogowe przejście graniczne położone w województwie podkarpackim, w powiecie przemyskim, w gminie Przemyśl, w miejscowości Malhowice.  
Pozwolenie na budowę przejścia zostało wydane w 2018. Prace przy budowie rozpoczęto 3 września 2021, przejście zostało otwarte 21 grudnia 2024. 

## Opis
Odprawy graniczne i celne są wykonywane przez służby polskie i ukraińskie w systemie potokowym po polskiej stronie granicy, gdzie została ulokowana w całości infrastruktura przejścia. Przejście jest dostępne dla pojazdów osobowych i ciężarowych o dopuszczalnej masie całkowitej do 3,5 tony oraz dla autobusów. W styczniu 2023 trwały jednak uzgodnienia pomiędzy państwami mające na celu umożliwienie przekraczania granicy również pieszo.
13 lutego 2023 na budowanym przejściu uruchomiona została całodobowa odprawa pojazdów ciężarowych o dopuszczalnej masie całkowitej powyżej 7,5 tony przemieszczających się bez ładunku, w obu kierunkach. Do odprawy wykorzystano tymczasową infrastrukturę zlokalizowaną po obu stronach granicy. 
Dojazd do przejścia zapewnia po polskiej stronie droga wojewódzka nr 885, zaś po ukraińskiej stronie droga terytorialna nr T 1418.

## Przejście graniczne polsko-radzieckie
W okresie istnienia Związku Radzieckiego od 24 stycznia 1986 zaczął funkcjonować tu punkt uproszczonego przekraczania granicy Malhowice-Niżankowice (na podstawie przepustek). Odprawę graniczną i celną wykonywały organy Wojsk Ochrony Pogranicza. Formalnie punkt przestał funkcjonować 24 maja 2003 z powodu wygaśnięcia aktu prawnego).

## Galeria

Dawny punkt uproszczonego przekraczania granicy Malhowice-Niżankowice (lipiec 2011)
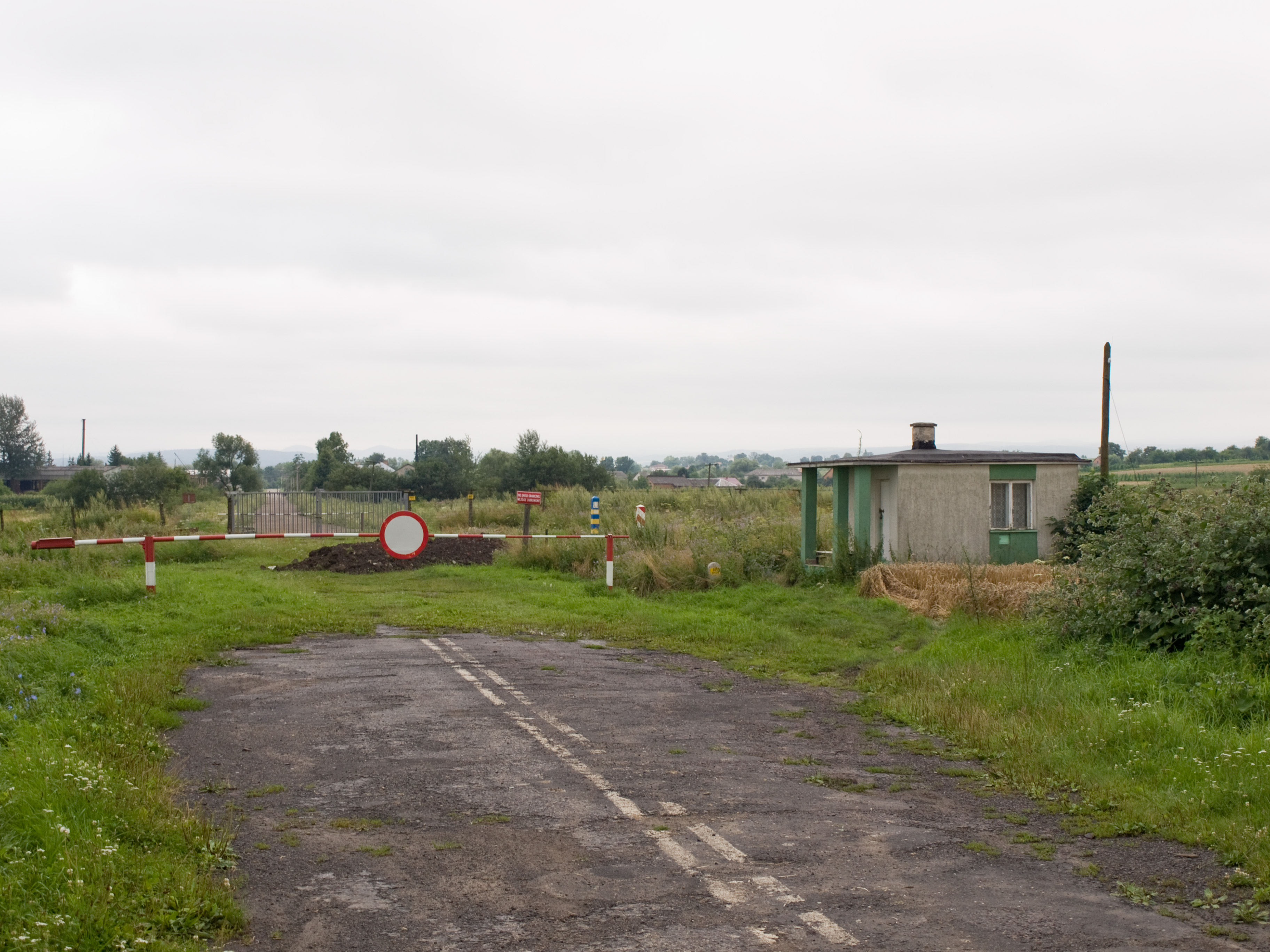
Widok od strony RP
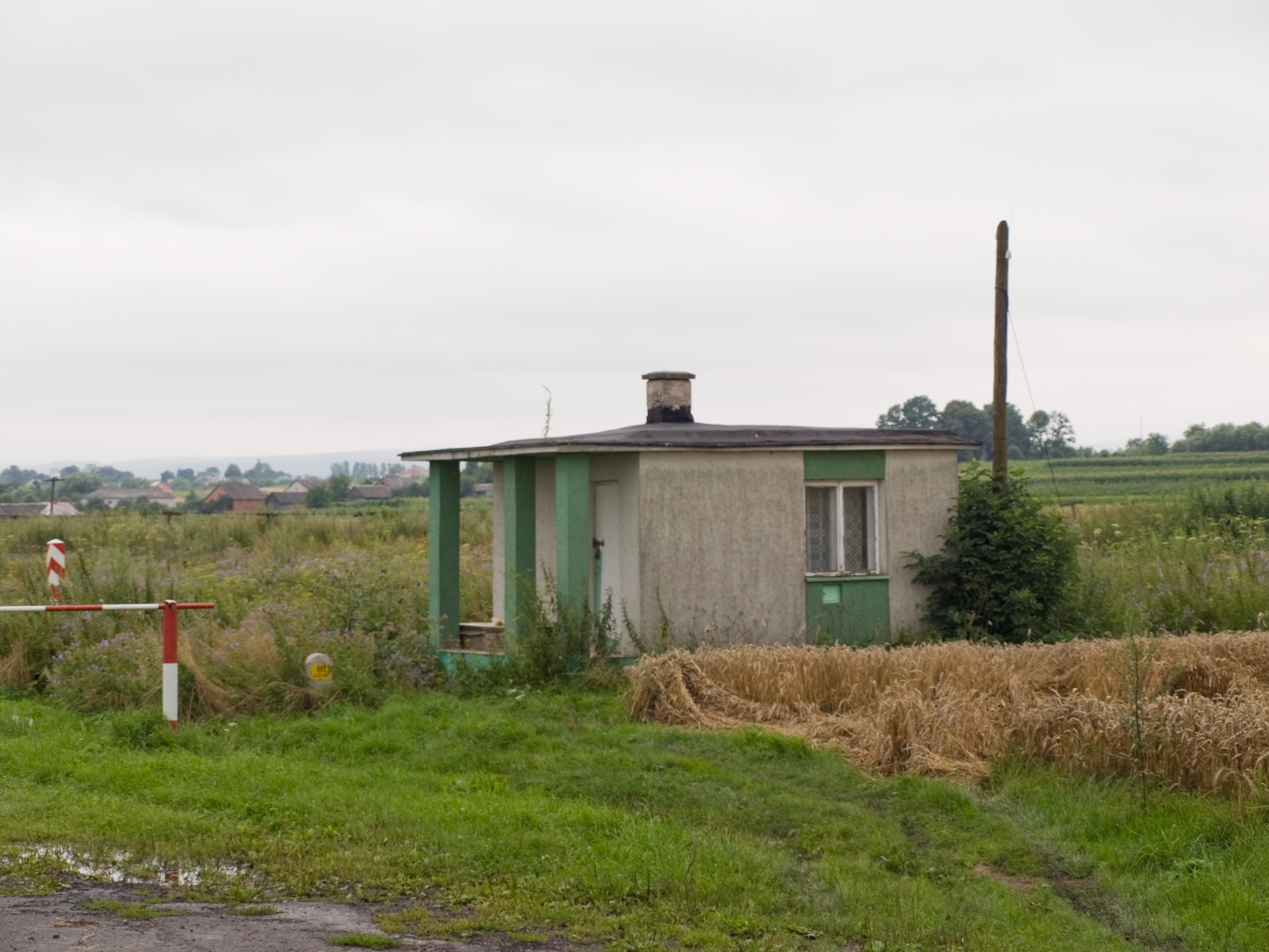
Widok od strony RP
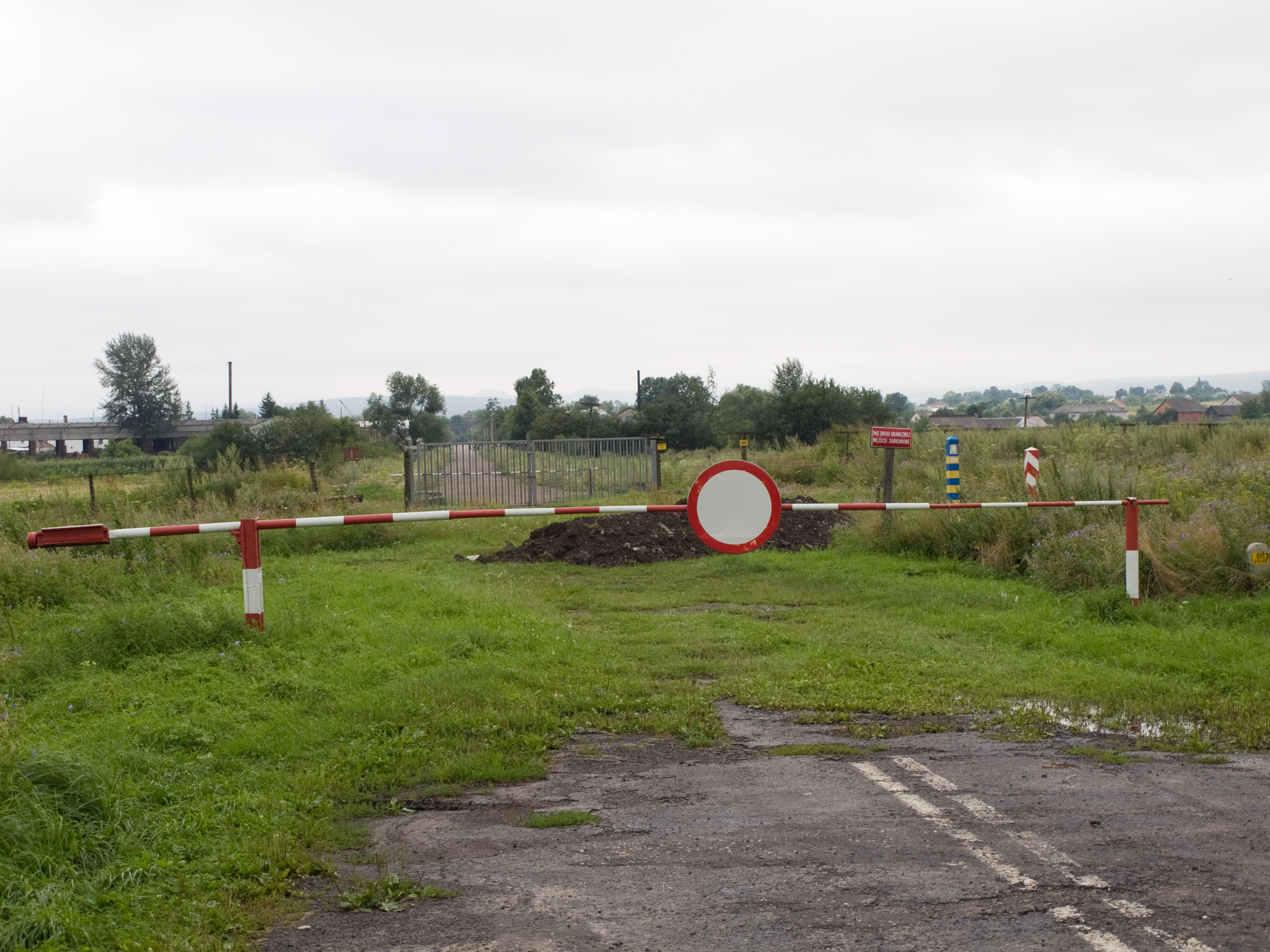
Widok od strony RP